# 야토 타모츠
야토 타모츠(일본어: 矢頭 保 야토 다모쓰[*], 1925년? ~ 1973년 5월 20일)는 일본의 사진가로, 효고현 니시노미야시 태생이다. 본명은 다카다 미쓰오이며, 일본의 메일 누드(Male Nude, 남성 누드 예술 사진)의 일인자로 알려져 있다.

## 생애

### 배우 활동
1925년 경 니시노미야에 태어났다고 알려져 있지만 뚜렷한 성장 내용은 알려져 있지 않다. 다카라즈카 가극단의 남자 연구생으로 들어가 그 외양과 남성적인 체격으로 일제 타잔이라고 불렸으나, 1954년 경에 경연극 집단 다카라즈카 신예 자리로 이동하였다. 춤이 주특기였기 때문에, 그 후에는 기타 극장 무용 팀으로 갔다.
1956년 경 도쿄로 상경하여 닛카츠에 들어갔고, 1958년부터 다카다 다모츠, 1961년부터는 야토 다케오의 예명으로 액션 장면 등에 출연했다. 1959년 하야마 료지, 아카기 케이치로 주연의 <대학의 망나니>에서 족제비승으로 출연하고, 아카기 케이이치로와 격투 장면을 연기했다. 이 격투 장면에서는 그의 모습을 분명히 확인할 수 있다.
1950년대 중반, 도쿄에 거주하는 미국인으로 미시마 유키오의 《가면의 고백》의 번역자이자 출판사 웨자히루의 경영자인 전 미군 정보 장교 메레디스 웨더비(Meredith Weatherby, 일명 텍스 웨더비)와 신주쿠의 게이바에서 만나 하디 배럭(NSA 미국 국가 안전 보장국)이 위치한 아자부류도쵸(현재의 롯폰기 7가)에 있던 웨더비의 저택에 동거하며 비호를 받게 된다. 이 저택에는 한때 영화 평론가 도널드 리치도 거주하고 있었다.

### 사진 작가
야토 타모츠는 웨더비를 통해 사진과 예술의 세계를 알고 사진 촬영을 시작하게 되었다. 작가나 예술가 등 문화인과도 교류가 시작되면서 미시마 유키오와도 친교를 쌓게 되었다. 미시마는 야토가 제작한 일본 최초의 게이 사진집으로 알려진 《체도: 일본의 바디빌더》(1966년)과 《하다카마츠리》(1969년)의 서문을 썼으며, 자신도 훈도시를 입고 모델이 되어 《체도: 일본의 바디빌더》에 사진을 실었다. 또한, 그의 할복 사진을 촬영한 것도 야토이다. 이 사진들은 미시마 유키오의 부탁에 따라 촬영된 것으로 알려져 있다.
1970년 개봉한 20세기 폭스의 영화 《도라 도라 도라》에는 스틸 사진 작가로 참가했으며, 웨더비도 이 영화에서 대사 역으로 출연했다.
1970년에서 1971년 사이, 웨더비에게 새로운 애인이 나타나면서 그와의 동거가 끝나자, 야토는 웨더비 저택을 나와 다카다노바바에서 혼자 생활하기 시작했다. 그는 친하게 지냈던 미시마 유키오가 이 시기에 자살한 것까지 겹쳐 정신적으로 큰 타격을 받아 극심한 우울증을 겪게 되었다. 실의에 빠진 와중에 컬러 사진 출판물(이전까지는 흑백 사진만 출판)을 계획하던 그는 1973년 5월, 수면 중 심장 질환으로 48세의 나이에 급사하였다. 친구였던 다카하시 무츠오는 당시 야토가 위험한 성생활로 고민하고 있었기에 그것이 죽음의 원인이 아닌가 추측하기도 했다. 웨더비는 야토가 사망한 후 미국으로 돌아갔다. 장례는 일찍이 살고 있던 웨더비 저택 근처의 호안지에서 친한 친구들에 의해 거행되었다. 야토가 죽은 뒤 그의 친족은 작품의 발표나 사진집의 재판을 금지했다. 그들은 야토의 네거티브 필름이나 프린트를 모두 폐기 처리하였으나, 도쿄나 샌디에이고에 일부가 은닉되어 있다고 한다.